# Senožaty (Bechyně)
Senožaty (německy Senoschat) jsou vesnice a část města Bechyně v okrese Tábor v Jihočeském kraji. Nachází se asi dva kilometry severně od Bechyně. Vede jimi silnice II/122 z Bechyně do Opařan. Senožaty leží v katastrálním území Senožaty u Bechyně o rozloze 2,55 km². V severovýchodní části katastrálního území se nachází osada Větrov.

## Historie
První písemná zmínka o vesnici pochází z roku 1219.

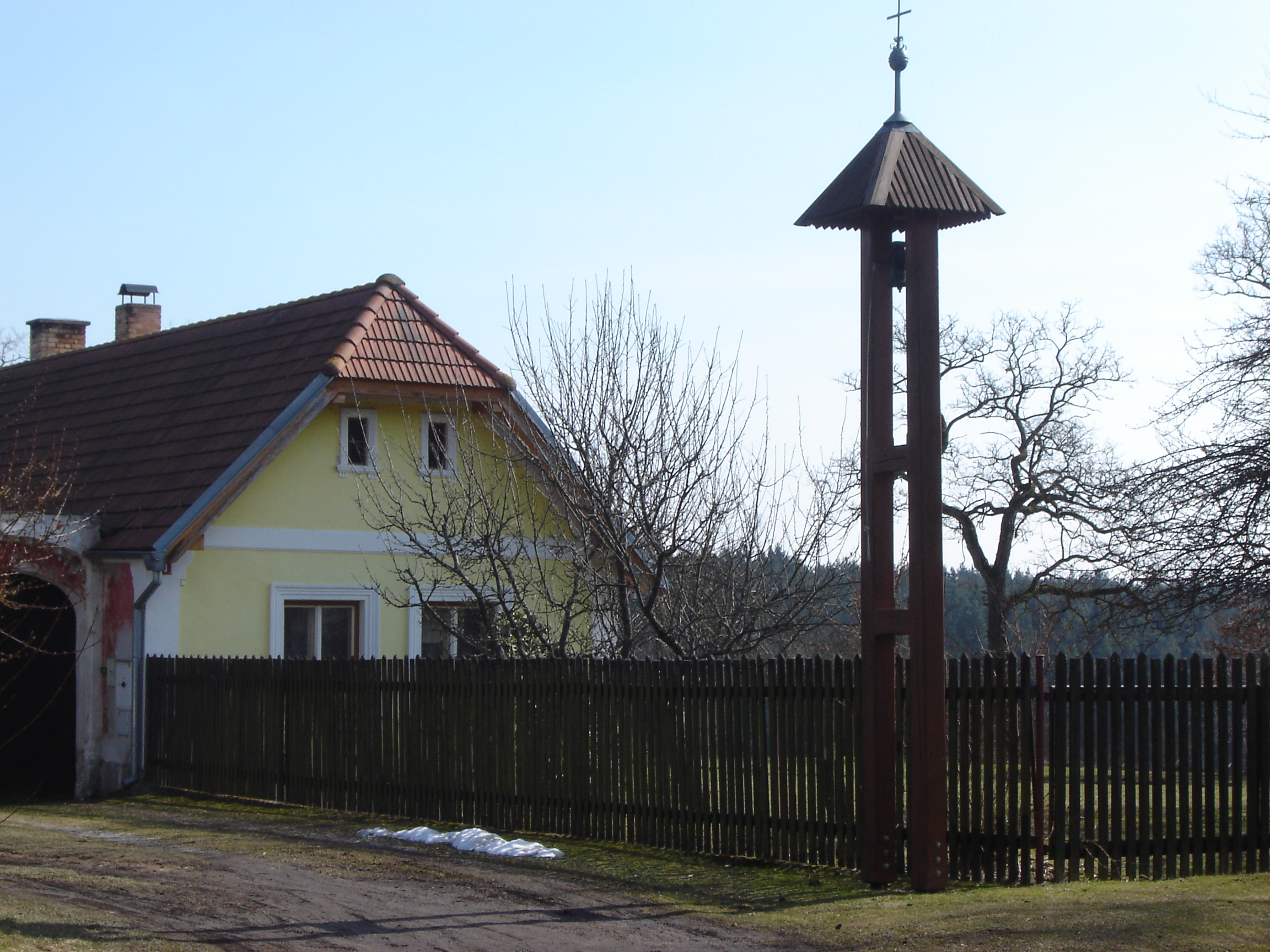
Zvonička na Větrově

V roce 1634 daroval hrabě František ze Šternberka grunt v Senožatech urozenému Vojtěchu Perghammerovi za věrné služby a osvobodil jeho i dědice od roboty. Vojtěch Perghammer byl v roce 1647 hejtmanem panství Bechyňského. Rod Perghammerovský dvůr neudržel a v roce 1669 jej koupil zpět Jan Norbert ze Šternberka. Od roku 1864 byl dvůr pronajat Karlu Valtrovi, purkmistru města Bechyně i s hospodou a to až do roku 1870.
K obci Senožaty patří i samota Větrov, která se nachází v lese zvaném Borečný. Osadu Větrov tvoří několik chalup a zajímavostí je dřevěná zvonička.

## Obyvatelstvo
| Rok            | 1869 | 1880 | 1890 | 1900 | 1910 | 1921 | 1930 | 1950 | 1961 | 1970 | 1980 | 1991 | 2001 | 2011 | 2021 |
| -------------- | ---- | ---- | ---- | ---- | ---- | ---- | ---- | ---- | ---- | ---- | ---- | ---- | ---- | ---- | ---- |
| Počet obyvatel | 178  | 156  | 162  | 171  | 168  | 162  | 151  | 126  | 102  | 102  | 115  | 101  | 105  | 95   | 77   |
| Počet domů     | 27   | 28   | 28   | 28   | 28   | 28   | 28   | 29   | 26   | 28   | 28   | 35   | 39   | 38   | 42   |

## Obecní správa
Při sčítání lidu v letech 1850–1963 Senožaty byly samostatnou obcí, se kterým patřily nejprve do okresu Milevsko, ale v roce 1950 v okrese Týn nad Vltavou. Od roku 1964 jsou částí města Bechyně v okrese Tábor.

## Doprava
Ve směru od severu k jihu tudy prochází silnice číslo II/122, která spojuje Opařany na severu s Bechyní, ležící od Senožat jižním směrem. Na jejich jižním okraji navíc z této silnice západním směrem odbočuje komunikace třetí třídy vedoucí do Radětic. Na senožatské návsi se nachází návsi se nachází autobusová zastávka pojmenovaná „Bechyně, Senožaty“. Cestovat je odtud možné do Prahy, Týna nad Vltavou, Milevska, Opařan nebo Bechyně. Železnice tudy není vedena. Nejbližší železniční stanice je v Bechyni, kde končí jednokolejná elektrifikovaná trať číslo 202 vedoucí sem z Tábora.
Vesnicí nevede žádná cyklistická či turistická trasa. Značená turistická trasa prochází podél řeky Lužnice. Souběžně se ní je značena naučná stezka Stezka na Onen Svět, která měří 66 kilometrů a prochází jihočeskou krajinou z Týna nad Vltavou, údolím řeky Lužnice, přes Bechyni, okolo mostu ve Stádlci do Milevska a končí ve vesnici Zahořany.

## Pamětihodnosti
- Usedlosti čp. 6, 10 a 11

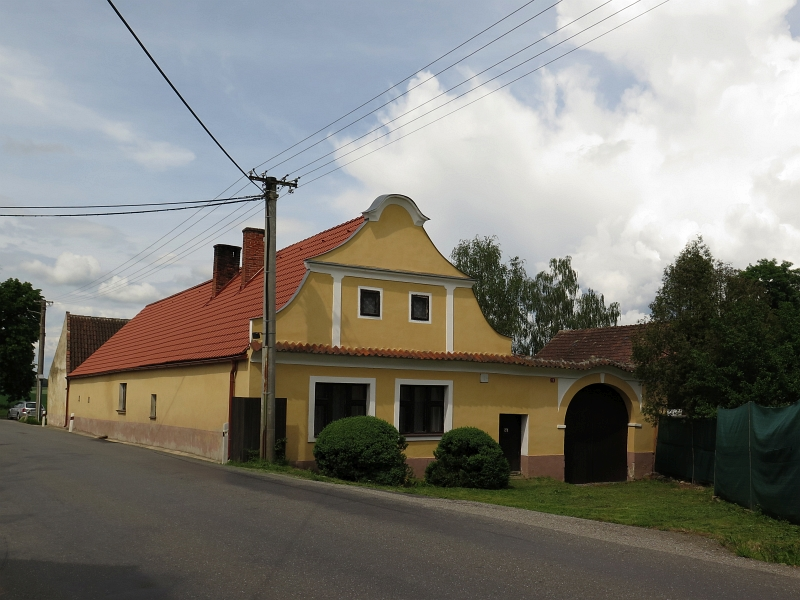
Usedlost čp. 11

- Uprostřed návsi stojí kaplička se zvoničkou, nad vchodem je křížek. Střecha je tvořena pálenou taškovou krytinou, nad kterou vystupuje báň se zvonem.
- V roce 2005 bylo na poli s pomístním názvem U Močidel, západně od samoty Větrov, nalezeno rovinné sídliště z pozdní doby bronzové. Jeho pozůstatky se nachází v nadmořské výšce 415–425 metrů, asi šedesát metrů nad hladinou Lužnice. Po několika povrchovým průzkumech proběhl v roce 2010 archeologický výzkum. Většina nalezených keramických zlomků pochází z desátého nebo začátku devátého století před naším letopočtem, ale několik kamenných artefaktů dokládá využití lokality také v eneolitu. V době svého osídlení sídliště patřilo do skupiny sídel v povodí říčky Smutné, jejíž mikroregion tvořil severovýchodní okraj tehdy stabilně osídleného území v jižních Čechách.[12]